# Liste der Baudenkmäler in Düsseldorf
Die Liste der Baudenkmäler in Düsseldorf enthält die denkmalgeschützten Bauwerke auf dem Gebiet der Stadt Düsseldorf in Nordrhein-Westfalen. Diese Baudenkmäler sind in der Denkmalliste der Stadt Düsseldorf eingetragen; Grundlage für die Aufnahme ist das Denkmalschutzgesetz Nordrhein-Westfalen (DSchG NRW).

Bezirk 1:
Bezirk 2:
Bezirk 3:
Bezirk 4:
Bezirk 5:
Bezirk 6:
Bezirk 7:
Bezirk 8:
Bezirk 9:
Bezirk 10:
In Hellerhof und Knittkuhl sind keine Baudenkmäler in die Denkmalliste der Stadt Düsseldorf eingetragen.